# N216 (België)
De N216 is een gewestweg in Vilvoorde, België. De weg gaat vanaf de N209 over de Indringingsweg tot het eind van deze straat. De weg heeft een lengte van ongeveer 1 kilometer. De gehele weg is in beide richtingen te berijden. En ondanks het ontbreken van de belijning midden op de weg is de weg redelijk breed.